# Lost in America
Pour plus de détails, voir Fiche technique et Distribution.
Lost in America est un film américain réalisé par Albert Brooks, sorti en 1985.

## Synopsis
Un couple américain aisé décide du jour au lendemain de tout abandonner pour se redécouvrir. Ayant quitté leur emploi et leur maison, ils achètent un camping-car et partent sur les routes américaines pour retrouver un sens à leur vie.

## Fiche technique
- Titre : Lost in America
- Réalisation : Albert Brooks
- Scénario : Albert Brooks et Monica Mcgowan Johnson
- Production : Marty Katz et Herb Nanas
- Musique : Arthur B. Rubinstein
- Photographie : Eric Saarinen (en)
- Montage : David Finfer
- Pays d'origine : États-Unis
- Format : Couleurs - 1,85:1 - Stéréo
- Genre : Comédie
- Durée : 91 minutes
- Date de sortie : 1985.

## Distribution
- Albert Brooks : David Howard
- Julie Hagerty : Linda Howard
- Sylvia Farrel : Sylvia, Réceptionniste au Ross & McMahon
- Tina Kincaid : Modèle
- Candy Ann Brown : Secrétaire de David
- Maggie Roswell : Patty, la collègue de Linda à Broadway
- Garry Marshall : Directeur du casino Desert Inn
- Art Frankel : Agent employé au Safford AZ
- Larry King : Lui-même (voix)

## Autour du film
Le film fait notamment référence aux films Easy Rider et Terminator.